# Party Starters
『Party Starters』（パーティー スターターズ）は、日本の男性アイドルグループ・嵐のデジタルシングル。2020年10月30日にジェイ・ストームから配信された。

## 概要
当初は2020年6月12日に4作目の配信限定シングルとしてリリースする予定だったが、アメリカでの黒人差別に対する抗議デモの深刻化を受け、リリースが延期された。10月20日に、同年10月30日0時から配信が開始されることが発表。同日13時には公式YouTubeチャンネルにてリリックビデオ、11月3日13時にはミュージックビデオがそれぞれ公開された。
リリックビデオ及びミュージックビデオの音源は、オリジナルよりイントロが少し長くなっている。アルバム『This is 嵐』でも、このバージョンが収録されている。
リリース当日に放送されたテレビ朝日系『ミュージックステーション』でテレビ初披露された。
嵐の配信シングルとしては活動休止前最後の配信シングルである。

## 収録トラック
1. 「Party Starters」 - 3:04
  - Lyrics by Sam Hollander, Grant Michaels, Funk Uchino
  - Music & Produced by Sam Hollander, Grant Michaels
  - Rap by Sho Sakurai
  - 嵐出演 ソフトバンク5Gプロジェクト「これからだ」篇CMソング

## 収録アルバム
Party Starters
- This is 嵐

## 映像作品
Party Starters
- This is 嵐 LIVE 2020.12.31